# Izydor Dziubiński

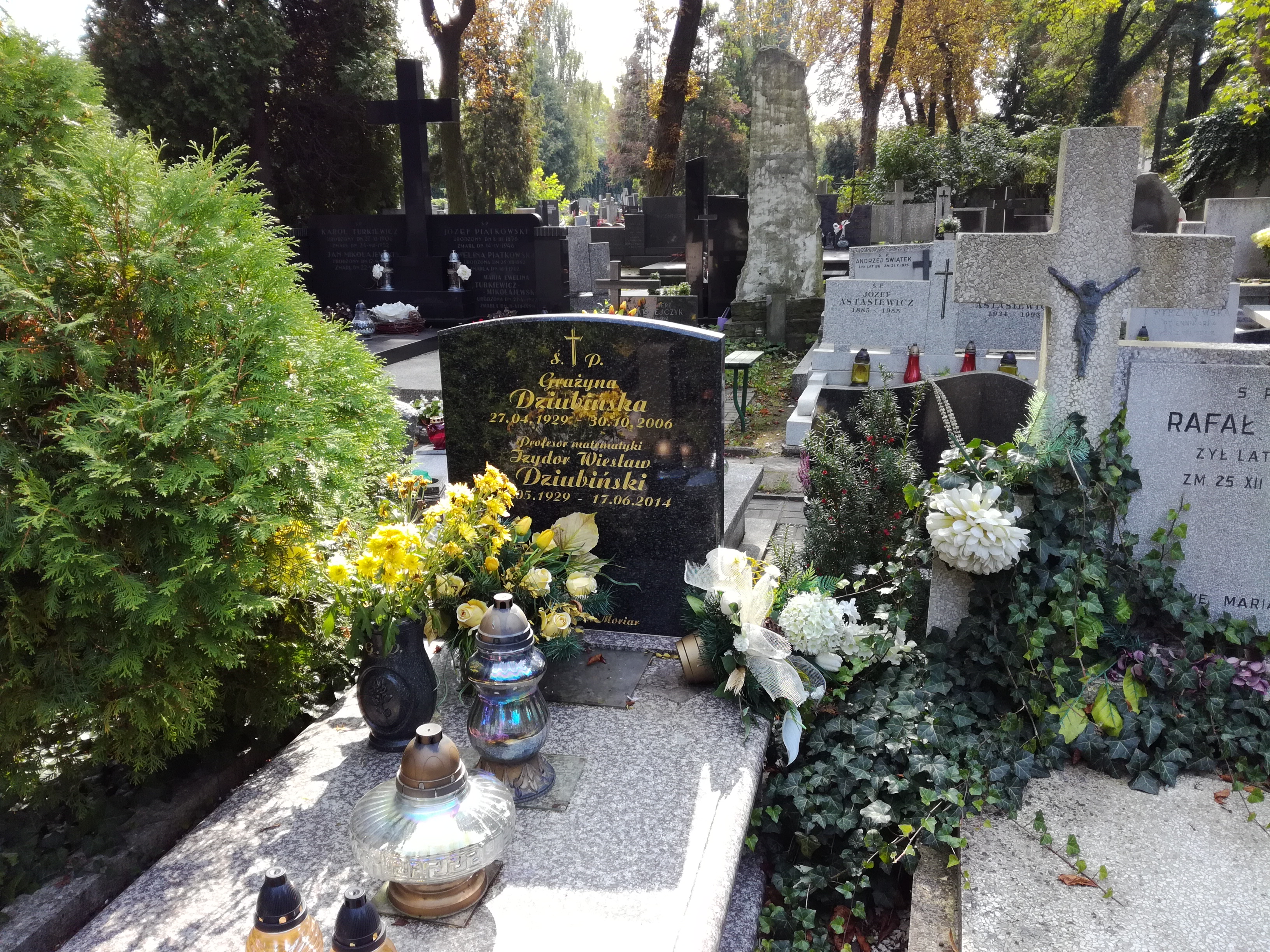
Grób Izydora Dziubińskiego na Starym Cmentarzu w Łodzi

Izydor Wiesław Dziubiński (ur. 1929 we Włocławku, zm. 17 czerwca 2014) – polski matematyk, profesor zwyczajny nauk matematycznych (specjalność: analiza zespolona i równania różniczkowe).

## Życiorys
W 1949 roku zdał maturę i rozpoczął studia matematyczne na Wydziale Matematyki, Fizyki i Chemii Uniwersytetu Łódzkiego, gdzie był uczniem Zygmunta Charzyńskiego. W 1951 roku związał swoje życie zawodowe z Politechniką Łódzką, gdzie podjął pracę na stanowisku zastępcy asystenta, jednocześnie kontynuował studia matematyczne. Pracę doktorską pod tytułem Równanie funkcji ekstremalnych w rodzinie funkcji jednolistnych, ograniczonych o współczynnikach rzeczywistych napisał pod kierunkiem Zygmunta Charzyńskiego i w 1960 roku uzyskał stopień doktora (Uniwersytet Łódzki). W 1968 roku na podstawie rozprawy habilitacyjnej pod tytułem Funkcje quasi-gwiaździste uzyskał stopień naukowy docenta nauk matematycznych w zakresie matematyki. W 1977 uzyskał tytuł profesora nadzwyczajnego, a w 1992 roku tytuł profesora zwyczajnego.
Jako wykładowca przez całą karierę naukową związany był z Politechniką Łódzką, gdzie był jednym z organizatorów i przez dwie kadencje (1990–1996) dziekanem Wydziału Fizyki Technicznej, Informatyki i Matematyki Stosowanej PŁ, a także twórcą i pierwszym dyrektorem Instytutu Matematyki PŁ, sprawując tę funkcję w latach 1970–1983 oraz od 1992 do 1999 roku. Był również profesorem zwyczajnym Wydziału Informatyki, Zarządzania i Transportu Akademii Humanistyczno-Ekonomicznej w Łodzi. Został pochowany na Starym Cmentarzu w Łodzi.

## Zainteresowania naukowe
Przedmiotem jego zainteresowań były funkcje analityczne, a w szczególności zagadnienia ekstremalne w teorii funkcji analitycznych oraz równania różniczkowe, głównie zagadnienia teoretyczne rozwiązywane metodami analizy funkcjonalnej. Opublikował ponad 100 prac naukowych, 4 podręczników i ponad 10 skryptów. Wypromował 25 doktorów nauk matematycznych. Trzy doktoraty zostały obronione w Strathclyde University – współpromotorem ze strony szkockiej był Gary Roach.

## Wybrane odznaczenia
- Krzyż Oficerski Orderu Odrodzenia Polski (1996)[7]
- Złoty Krzyż Zasługi
- Medal Komisji Edukacji Narodowej